# 歯科用サクション
歯科用サクション（または歯科用バキューム）とは、歯科の診療中に患者の口腔内に溜まる唾液、血液、エアータービンの注水、スリーウェイシリンジの洗浄水等を、即時に吸引することを目的とした機器である。これにより治療部位の除湿や術者の視野を確保できる。特に水平位診療においては、治療をスムーズに行うために必要不可欠である。
現在では、主に経済面・衛生面・騒音面の理由から、セントラル方式（中央集中方式）を用い、1台のサクションによって複数台の診療ユニットの吸引を行う方法が定着している。
歯科用セントラルサクションを大別すると、診療用・口腔外用・技工用の3つに分類にすることができる。

## 診療用サクション

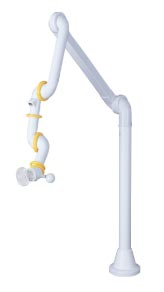
セントラル方式固定型

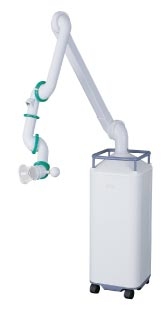
単体移動型

診療用サクションは前述のとおり、診療中に患者の口腔内に溜まる唾液、血液、エアータービンの注水、スリーウェイシリンジの洗浄水等を即時に吸引排除することを目的とする。一般に歯科の分野において「サクション」といえばこの診療用サクションを指す。

### 方式
- セントラル方式 … 1台のサクションで複数台の吸引が可能。診療室から機械室の間に配管、配管設備を施工し吸引する方式。
- エアーサクション方式 … コンプレッサーから供給されるエアーの圧力を利用する方式。
- モーターサクション方式 … ユニットごとに単独のサクションを利用する方式。

## 口腔外サクション（口腔外バキューム）
エアータービンによって、歯牙または金属を切削した場合に生ずる切削粉塵や、注水噴霧の発散を切削点に接近した場所、および口腔外において吸引排除することは、術者の作業能率を高めるとともに健康保持の観点からも重要である。
診療室に浮遊する粉塵の中でも、特にエアータービンで切削作業を行う際に発生する切削浮遊粉塵（B型・C型肝炎ウイルスおよびエイズウイルス等を含む）は、吸い込んだ人体に悪影響を及ぼす原因となっている。
口腔外サクション（口腔外バキューム）は、これらの治療中に口腔外へ漏れる有害な浮遊粉塵を患者の口元で吸引し、歯科医師の健康を守ると同時に診療室内をクリーンに保つことを目的とした機器である。

## 技工用サクション
技工室は作業上、石膏粉塵やレジンの研磨屑、印象材の練和による粉塵が多く発生する。技工用サクションは、これらの粉塵を発生源近くで捕集し、室内をクリーンに保つことを目的とした機器である。